# The Lion King (datorspel)
The Lion King är ett datorspel från 1994, baserat på Disneyfilmen med samma namn. Spelet utgavs av Virgin Interactive 1994, och släpptes till SNES, NES, Game Boy, PC, Sega Mega Drive, Amiga, Sega Master System och Sega Game Gear.
SNES-versionen såldes bland annat i 1,27 miljoner exemplar i USA.
NES-versionen släpptes i Sverige den 25 maj 1995, och blev den sista officiellt utgivna NES-titeln där.

### Fotnoter
1. ↑  ”The Lion King” (på svenska). Club Nintendo (Kungsbacka: Atlantic) (3 1994):  sid. 8. september 1994. Läst 28 april 2014.
2. 1 2  ”The Lion King”. NES DB. 14 mars 1995. Arkiverad från originalet den 27 april 2014. https://web.archive.org/web/20140427153718/http://www.nesdb.se/game_more.php?id=859&rid=3. Läst 27 april 2014.
3. ↑  ”US Platinum Videogame Chart”. The Magic Box. Arkiverad från originalet den 21 april 2007. https://web.archive.org/web/20070421003854/http://www.the-magicbox.com/Chart-USPlatinum.shtml. Läst 13 augusti 2005.